# La terra di Tanabata
La Terra di Tanabata (七夕の国?, Tanabata no kuni) è una serie live-action giapponese basata sull'omonimo manga di Hitoshi Iwaaki. La serie è stata presentata in anteprima su Disney+ in Giappone e Hulu negli Stati Uniti il 4 luglio 2024.

## Trama
Yōji Minamimaru, noto come Nanmaru, è uno studente universitario con un'abilità soprannaturale che gli consente di "generare piccoli buchi in qualsiasi cosa". Nonostante questo potere apparentemente insignificante, deve affrontare una crisi che minaccia il mondo intero.

## Episodi
| Stagione       | Episodi | Pubblicazione originale | Pubblicazione in italiano |
| -------------- | ------- | ----------------------- | ------------------------- |
| Prima stagione | 10      | 2024                    | 2024                      |

## Produzione
Nel gennaio 2024 Disney+ ha annunciato che una serie live-action tratta da "La terra di Tanabata" di Hitoshi Iwaaki sarebbe stata presentata in anteprima sul portale Star all'interno di Disney+ a luglio. Kanata Hosoda è stata scelta per il ruolo principale come Yôji Minamimaru. La serie è diretta da Takahide Sano, Hayato Kawai e Yūsuke Taki, con Taki, Akiko Miyoshi e Mari Asato che si occupano della sceneggiatura, con il contributo di Takamasa Ōe.
A maggio, Disney+ ha pubblicato un nuovo teaser trailer della serie live-action rivelando i nuovi membri del cast. Ryōko Fujino, Hiroshi Mikami e Takayuki Yamada sono stati scelti rispettivamente come Sachiko Higashimaru, Masami Marukami e Yoriyuki Marukami.
A giugno, Disney+ ha pubblicato un trailer completo della serie, rivelando nuovi membri del cast come Aya Asahina, Hoshi Ishida e Satoshi Kanada. Hulu sta promuovendo la premiere della serie come uscita esclusiva su Hulu con un debutto in tre episodi il 5 luglio.
A luglio è stata rilasciata una clip principale della serie. Il video presenta il protagonista, Nanmaru, che dimostra la sua capacità soprannaturale di "creare piccoli buchi in qualsiasi cosa" agli altri membri del club del suo college.
Il 5 luglio è stata rilasciata la colonna sonora ufficiale composta da Yoshitaka Fujimoto.